# Bussière-Badil
Pour les articles homonymes, voir Bussière.
Bussière-Badil est une commune française située dans le département de la Dordogne, en région Nouvelle-Aquitaine. De 1790 à 2015, la commune était le chef-lieu du canton de Bussière-Badil.
Elle est intégrée au parc naturel régional Périgord-Limousin.

## Géographie

### Généralités
Tout au nord du département de la Dordogne, dans le parc naturel régional Périgord-Limousin, en Périgord vert, la commune de Bussière-Badil est limitrophe du département de la Charente. Elle est bordée par la Tardoire et arrosée par son affluent le Trieux.
Arrosé par le Banaret et à l'intersection des routes départementales (RD) 3, 90, 90E1 et 91E1, le bourg de Bussière-Badil se situe, en distances orthodromiques, huit kilomètres à l'est-sud-est de Montbron et quatorze kilomètres au nord-nord-ouest de Nontron.
Le territoire communal est également desservi au sud par la RD 91 et traversé d'est en ouest, sur environ six kilomètres, par le sentier de grande randonnée GR 4.

### Communes limitrophes
Bussière-Badil est limitrophe de sept communes dont deux dans le département de la Charente. Au sud-ouest, Teyjat n'est limitrophe que par un quadripoint. À l'ouest, la commune de Soudat a une enclave coincée entre les territoires de Bussière-Badil et d'Eymouthiers, la limite la plus au sud avec cette dernière étant seulement de 70 mètres.
| Écuras (Charente), Eymouthiers (Charente)               |                | Busserolles   |
| Soudat (enclave de Pellegrenier) Eymouthiers (Charente) | Bussière-Badil |               |
| Soudat, Teyjat                                          | Étouars        | Saint-Estèphe |

### Géologie et relief

#### Géologie
Situé sur la plaque nord du Bassin aquitain et bordé à son extrémité nord-est par une frange du Massif central, le département de la Dordogne présente une grande diversité géologique. Les terrains sont disposés en profondeur en strates régulières, témoins d'une sédimentation sur cette ancienne plate-forme marine. Le département peut ainsi être découpé sur le plan géologique en quatre gradins différenciés selon leur âge géologique. Bussière-Badil est dans le gradin extrême nord-est que constitue le dernier contrefort du Massif central, avec des roches cristallines formées à l’ère primaire, antérieurement au Carbonifère.
Les couches affleurantes sur le territoire communal sont constituées de formations superficielles du Quaternaire, de roches sédimentaires datant pour certaines du Cénozoïque, et pour d'autres du Mésozoïque et du Paléozoïque, ainsi que de roches métamorphiques et magmatiques. La formation la plus ancienne, notée ζ1-2I, se compose de gneiss plagioclastiques grauwackeux à schisteux à deux micas ou biotite seule et sillimanite et parfois microcline (Néoprotérozoïque à Cambrien). La formation la plus récente, notée CFp, fait partie des formations superficielles de type colluvions indifférenciées de versant, de vallon et plateaux issues d'alluvions, molasses, altérites. Le descriptif de ces couches est détaillé dans la feuille « no 710 - Montbron » de la carte géologique au 1/50 000 de la France métropolitaine, et sa notice associée.

Carte géologique de Bussière-Badil.

#### Relief et paysages
Le département de la Dordogne se présente comme un vaste plateau incliné du nord-est (491 m, à la forêt de Vieillecour dans le Nontronnais, à Saint-Pierre-de-Frugie) au sud-ouest (2 m à Lamothe-Montravel). L'altitude du territoire communal varie quant à elle entre 125 ou 127 m à l'extrême ouest, là où la Tardoire quitte la commune pour servir de limite entre celles d'Eymouthiers et d'Écuras, en Charente, et 292 m dans le sud, au sud-ouest du lieu-dit la Tuilerie.
Dans le cadre de la Convention européenne du paysage entrée en vigueur en France le 1er juillet 2006, renforcée par la loi du 8 août 2016 pour la reconquête de la biodiversité, de la nature et des paysages, un atlas des paysages de la Dordogne a été élaboré sous maîtrise d’ouvrage de l’État et publié en octobre 2020. Les paysages du département s'organisent en huit unités paysagères et 14 sous-unités. La commune est dans l'unité paysagère du « Périgord limousin » qui correspond à la région naturelle du Nontronnais. Ce territoire forme un plateau collinaire aux pentes douces et sommets arasés, d’altitude moyenne autour des 300 m dont le point culminant est également celui de la Dordogne. Ce plateau cristallin est vallonné et dominé par les prairies aux horizons boisés. Il est entaillé de vallées profondes aux versants forestiers,.
La superficie cadastrale de la commune publiée par l'Insee, qui sert de référence dans toutes les statistiques, est de 19,86 km2,. La superficie géographique, issue de la BD Topo, composante du Référentiel à grande échelle produit par l'IGN, est quant à elle de 20,6 km2.

### Hydrographie

#### Réseau hydrographique
La commune est située dans le bassin versant de la Charente au sein du Bassin Adour-Garonne. Elle est drainée par la Tardoire, le Trieux, le ruisseau de l'Étang d'Assat, le Banaret, le ruisseau du Pontet et par divers petits cours d'eau, qui constituent un réseau hydrographique de 35 km de longueur totale,.
La Tardoire, d'une longueur totale de 114,05 km, prend sa source en Haute-Vienne dans la commune de Pageas et se jette dans la Bonnieure en Charente à Saint-Ciers-sur-Bonnieure en rive gauche. Elle borde la commune au nord-ouest sur près de cinq kilomètres, face à Écuras
Le Trieux, d'une longueur totale de 29,55 km, prend sa source en Haute-Vienne dans la commune de Marval et se jette dans la Tardoire en rive gauche à Bussière-Badil, face à Écuras,. Il arrose le nord de la commune sur quatre kilomètres, marquant sa limite au nord-est sur 850 mètres, face à Busserolles.
Autre affluent de rive gauche de la Tardoire, le Banaret traverse le territoire communal sur cinq kilomètres de l'est où il prend sa source jusqu'au nord-ouest, passant au nord du bourg.
Le ruisseau de Varaignes, également appelé Crochet dans sa partie médiane ou ruisseau de l'Étang d'Assat dans sa partie amont, d'une longueur totale de 13,46 km, prend sa source dans la commune de Saint-Estèphe et se jette dans le Bandiat en deux bras à Varaignes, face à Javerlhac-et-la-Chapelle-Saint-Robert,. Au-sud-est, le ruisseau de l'Étang d'Assat marque la limite communale sur cinq kilomètres, face à Saint-Estèphe et Teyjat.
Son affluent de rive droite le ruisseau du Pontet arrose le sud-ouest de la commune sur plus d'un kilomètre dont 850 mètres en limite de Soudat.

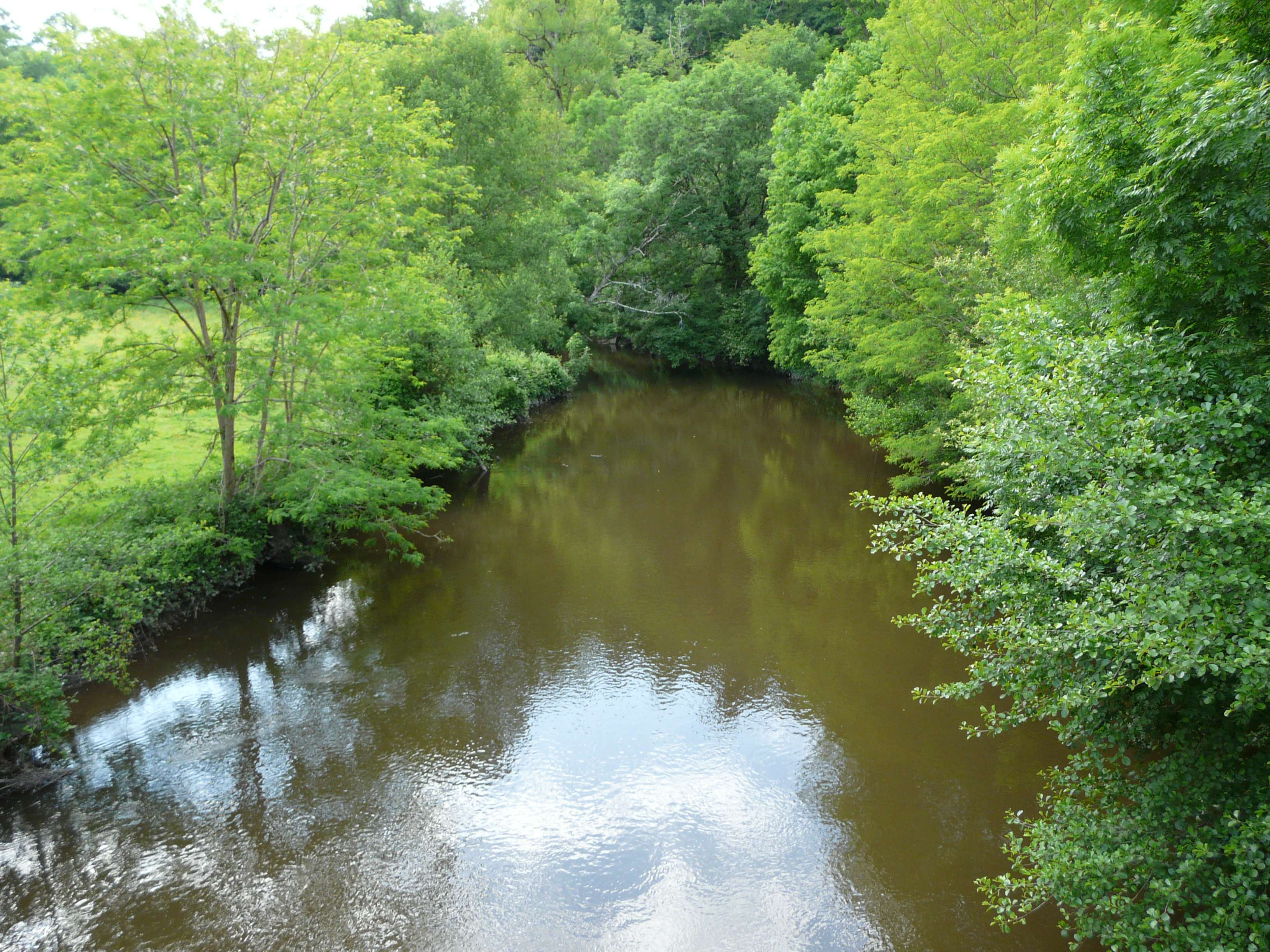
La Tardoire en limite de Bussière-Badil (à gauche) et d'Écuras.
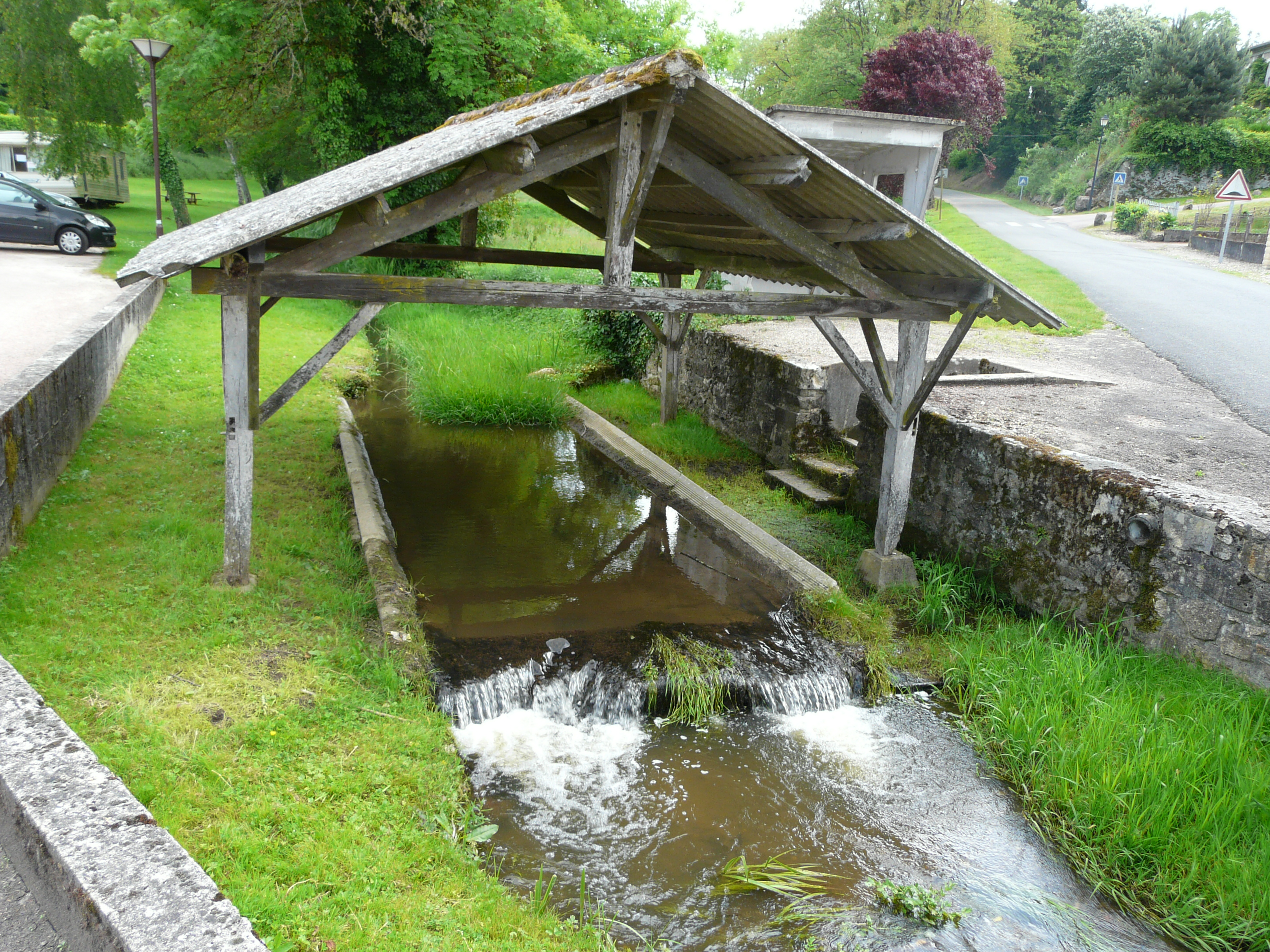
Lavoir sur le Banaret au nord-est du bourg.
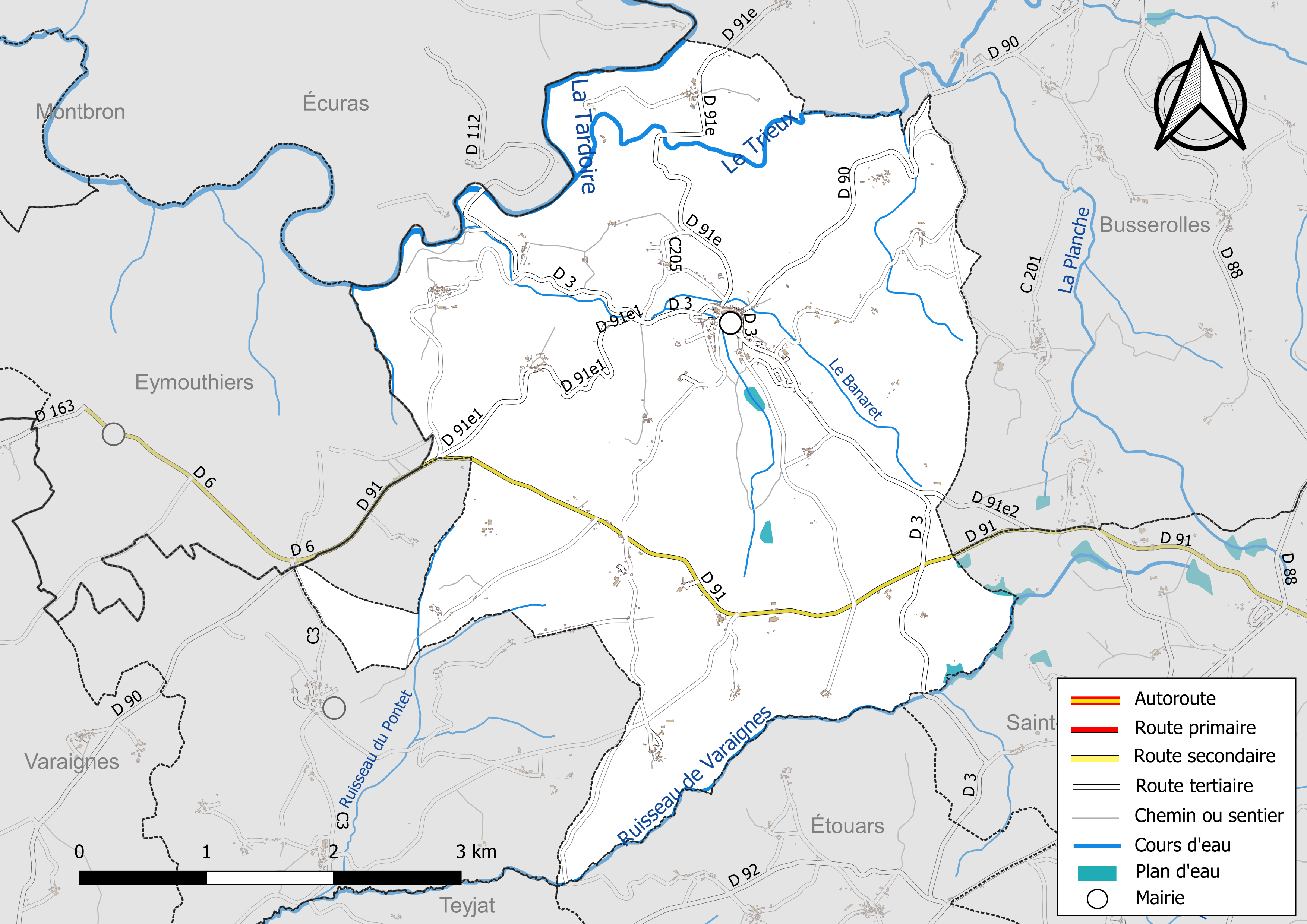
Réseaux hydrographique et routier de Bussière-Badil.

#### Gestion et qualité des eaux
Le territoire communal est couvert par le schéma d'aménagement et de gestion des eaux (SAGE) « Charente ». Ce document de planification, dont le territoire correspond au bassin de la Charente, d'une superficie de 9 300 km2, a été approuvé le 19 novembre 2019. La structure porteuse de l'élaboration et de la mise en œuvre est l'établissement public territorial de bassin Charente. Il définit sur son territoire les objectifs généraux d’utilisation, de mise en valeur et de protection quantitative et qualitative des ressources en eau superficielle et souterraine, en respect des objectifs de qualité définis dans le troisième SDAGE du Bassin Adour-Garonne qui couvre la période 2022-2027, approuvé le 10 mars 2022.
La qualité des eaux de baignade et des cours d’eau peut être consultée sur un site dédié géré par les agences de l’eau et l’Agence française pour la biodiversité.

### Climat
Pour des articles plus généraux, voir Climat de la Nouvelle-Aquitaine et Climat de la Dordogne.
Historiquement, la commune est exposée à un climat océanique limousin.  
En 2020, Météo-France publie une typologie des climats de la France métropolitaine dans laquelle la commune est exposée à un climat océanique altéré et est dans la région climatique  Aquitaine, Gascogne, caractérisée par une pluviométrie abondante au printemps, modérée en automne, un faible ensoleillement au printemps, un été chaud (19,5 °C), des vents faibles, des brouillards fréquents en automne et en hiver et des orages fréquents en été (15 à 20 jours).
Pour la période 1971-2000, la température annuelle moyenne est de 12 °C, avec  une amplitude thermique annuelle de 14,9 °C. Le cumul annuel moyen de précipitations est de 1 058 mm, avec 12,7 jours de précipitations en janvier et 7,5 jours en juillet. Pour la période 1991-2020, la température moyenne annuelle observée sur la station météorologique la plus proche, située sur la commune de Montembœuf à 15 km à vol d'oiseau, est de 12,7 °C et le cumul annuel moyen de précipitations est de 972,4 mm,. Pour l'avenir, les paramètres climatiques de la commune estimés pour 2050 selon différents scénarios d’émission de gaz à effet de serre sont consultables sur un site dédié publié par Météo-France en novembre 2022.

## Urbanisme

### Typologie
Au 1er janvier 2024, Bussière-Badil est catégorisée commune rurale à habitat très dispersé, selon la nouvelle grille communale de densité à 7 niveaux définie par l'Insee en 2022.
Elle est située hors unité urbaine et hors attraction des villes,.

### Occupation des sols
L'occupation des sols de la commune, telle qu'elle ressort de la base de données européenne d’occupation biophysique des sols Corine Land Cover (CLC), est marquée par l'importance des territoires agricoles (55,1 % en 2018), une proportion sensiblement équivalente à celle de 1990 (55,4 %). La répartition détaillée en 2018 est la suivante :
forêts (42,6 %), prairies (33,1 %), zones agricoles hétérogènes (18,1 %), terres arables (3,9 %), zones urbanisées (1,8 %), eaux continentales (0,5 %). L'évolution de l’occupation des sols de la commune et de ses infrastructures peut être observée sur les différentes représentations cartographiques du territoire : la carte de Cassini (XVIIIe siècle), la carte d'état-major (1820-1866) et les cartes ou photos aériennes de l'IGN pour la période actuelle (1950 à aujourd'hui).

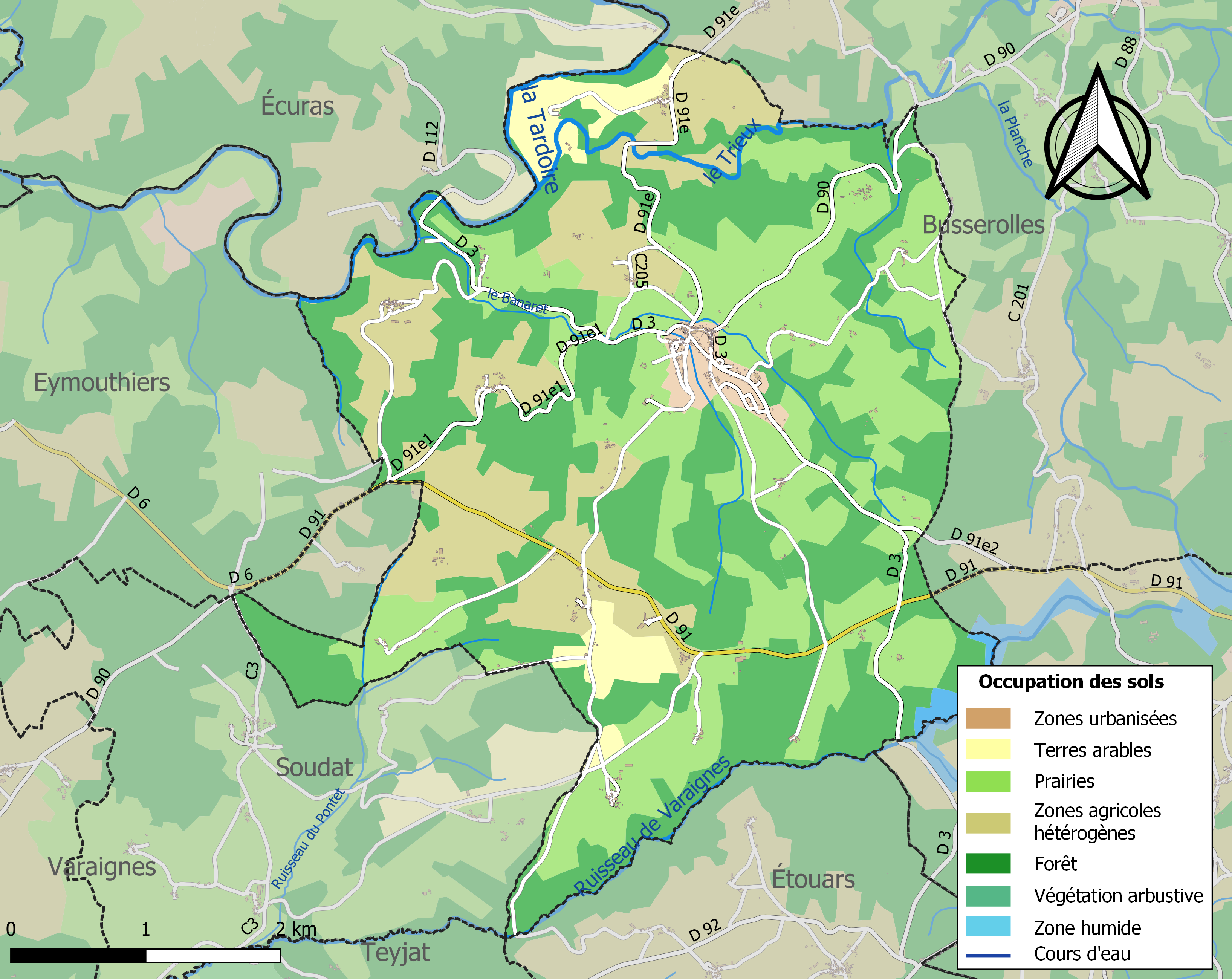
Carte des infrastructures et de l'occupation des sols de la commune en 2018 (CLC).

### Prévention des risques
Le territoire de la commune de Bussière-Badil est vulnérable à différents aléas naturels : météorologiques (tempête, orage, neige, grand froid, canicule ou sécheresse), inondations, feux de forêts, mouvements de terrains et séisme (sismicité faible). Il est également exposé à un risque particulier : le risque de radon. Un site publié par le BRGM permet d'évaluer simplement et rapidement les risques d'un bien localisé soit par son adresse soit par le numéro de sa parcelle.

#### Risques naturels
Certaines parties du territoire communal sont susceptibles d’être affectées par le risque d’inondation par débordement de cours d'eau, notamment le Trieux, la Tardoire et le ruisseau de Varaignes. La commune a été reconnue en état de catastrophe naturelle au titre des dommages causés par les inondations et coulées de boue survenues en 1982, 1983 et 1999,.
Bussière-Badil est exposée au risque de feu de forêt. L’arrêté préfectoral du 14 mars 2013 fixe les conditions de pratique des incinérations et de brûlage dans un objectif de réduire le risque de départs d’incendie. À ce titre, des périodes sont déterminées : interdiction totale du 15 février au 15 mai et du 15 juin au 15 octobre, utilisation réglementée du 16 mai au 14 juin et du 16 octobre au 14 février. En septembre 2020, un plan inter-départemental de protection des forêts contre les incendies (PidPFCI) a été adopté pour la période 2019-2029,.

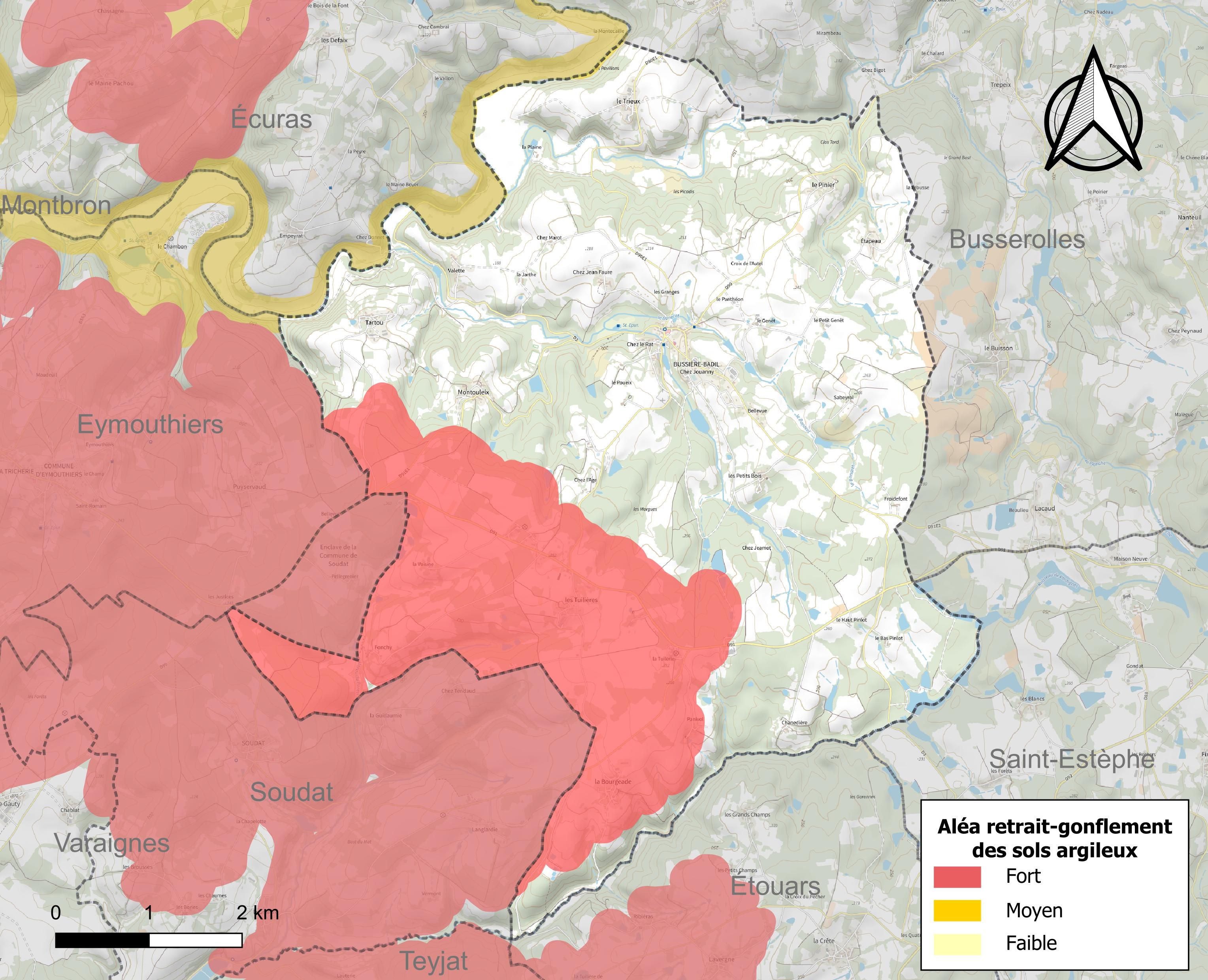
Carte des zones d'aléa retrait-gonflement des sols argileux de Bussière-Badil.

Les mouvements de terrains susceptibles de se produire sur la commune sont des tassements différentiels. Le retrait-gonflement des sols argileux est susceptible d'engendrer des dommages importants aux bâtiments en cas d’alternance de périodes de sécheresse et de pluie. 26 % de la superficie communale est en aléa moyen ou fort (58,6 % au niveau départemental et 48,5 % au niveau national métropolitain). Depuis le 1er octobre 2020, en application de la loi ÉLAN, différentes contraintes s'imposent aux vendeurs, maîtres d'ouvrages ou constructeurs de biens situés dans une zone classée en aléa moyen ou fort,.
La commune a été reconnue en état de catastrophe naturelle au titre des dommages causés par des mouvements de terrain en 1999.

#### Risque particulier
Dans plusieurs parties du territoire national, le radon, accumulé dans certains logements ou autres locaux, peut constituer une source significative d’exposition de la population aux rayonnements ionisants. Selon la classification de 2018, la commune de Bussière-Badil est classée en zone 3, à savoir zone à potentiel radon significatif.

## Toponymie
- Bussière : du latin buxus, buis, avec le suffixe -aria, « endroit planté de buis »[45],[46]. Selon les époux Fénié, qui ne citent pas spécifiquement Bussière-Badil, le buis pousse sur un sol calcaire ou indique une occupation ancienne, notamment, en Limousin, des sites archéologiques gallo-romains[47].
- Badil vient d'un nom de personne d'origine germanique, Baidilo[46].

En occitan, la commune porte le nom de Bussiera Badiu.

## Histoire
Le premier prieuré sur l'actuelle commune fut fondé vers 768 par les Bénédictins.

## Politique et administration

### Rattachements administratifs et électoraux
Dès 1790, la commune de Bussière-Badil est rattachée au canton de Bussière-Badil qui dépend du district de Nontron jusqu'en 1795, date de suppression des districts. En 1801, le canton dépend de l'arrondissement de Nontron.
Dans le cadre de la réforme de 2014 définie par le décret du 21 février 2014, ce canton disparaît aux élections départementales de mars 2015. La commune est alors rattachée au canton du Périgord vert nontronnais.

### Intercommunalité
Fin 2000, Bussière-Badil intègre dès sa création la communauté de communes du Périgord vert granitique. Celle-ci est dissoute au 31 décembre 2013 et remplacée au 1er janvier 2014 par la communauté de communes du Haut-Périgord. Au 1er janvier 2017, celle-ci fusionne avec la communauté de communes du Périgord vert nontronnais pour former la communauté de communes du Périgord Nontronnais.

### Administration municipale
La population de la commune étant comprise entre 100 et 499 habitants au recensement de 2017, onze conseillers municipaux ont été élus en 2020,.

### Liste des maires

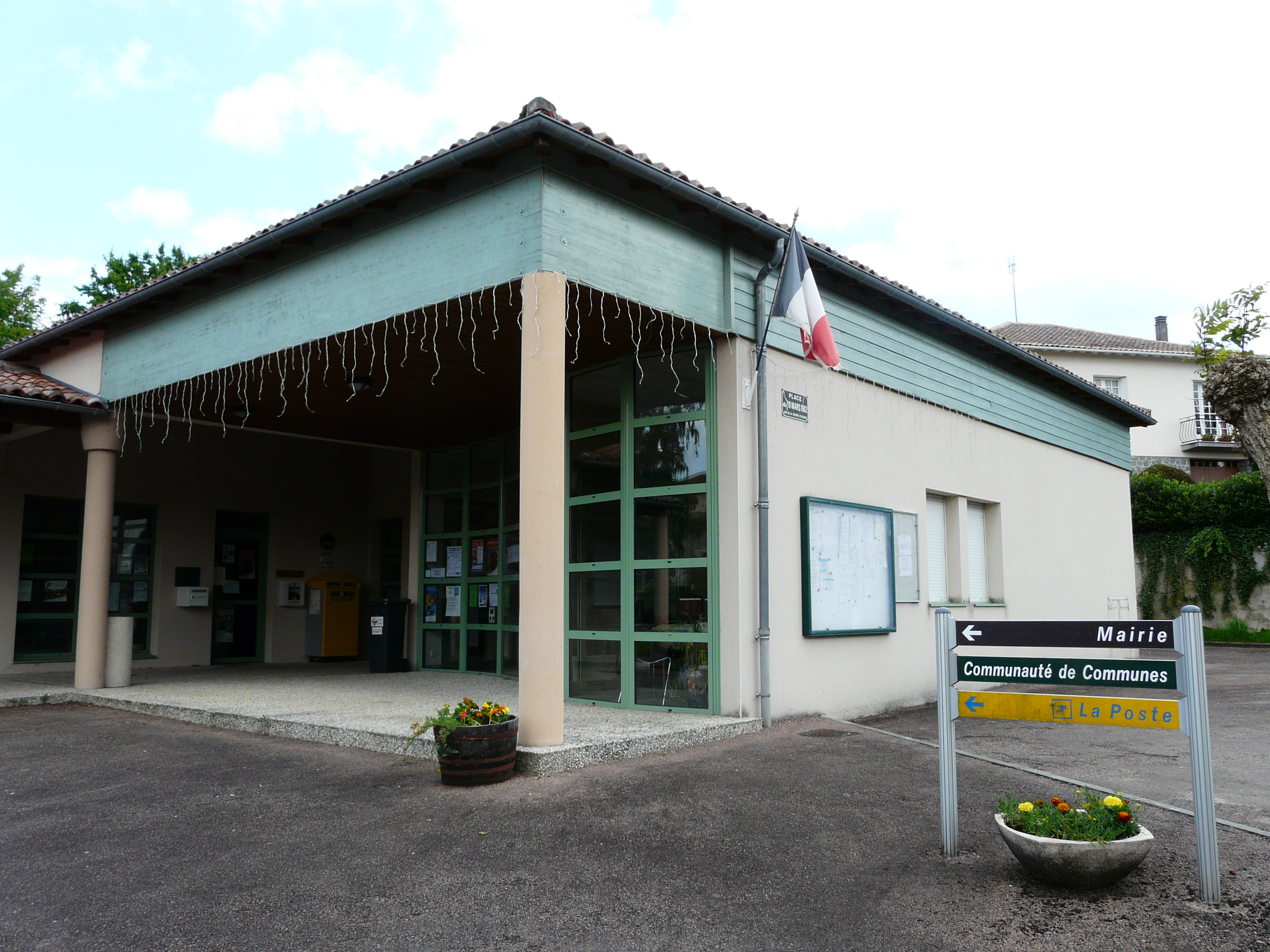
La mairie en 2014.

| Période                                  | Période       | Identité               | Étiquette | Qualité                          |
| ---------------------------------------- | ------------- | ---------------------- | --------- | -------------------------------- |
| Les données manquantes sont à compléter. |               |                        |           |                                  |
|                                          |               |                        |           |                                  |
| avant 1958                               | ?             | Anatole Vigneron       | SFIO      | Propriétaire exploitant agricole |
|                                          |               |                        |           |                                  |
| 1983                                     | 2000          | Bernard Chambras       | PS        |                                  |
| 2000                                     | 2002          | Martine Chabot         | MSE       |                                  |
| 2003                                     | novembre 2007 | Bernard Chambras       | PS        |                                  |
| mars 2008                                | avril 2014    | Jean-Pierre Terrefond  | DVG       | Ouvrier                          |
| avril 2014 (réélu en mai 2020)           | En cours      | Jean-Jacques Lavallade | DVD       | Agriculteur                      |

## Équipements et services publics

### Enseignement
En 2013, Bussière-Badil est organisée en regroupement pédagogique intercommunal (RPI) avec les communes de Busserolles et Varaignes au niveau des classes de primaire. La commune se charge du cours préparatoire. Les classes de cours élémentaire s'effectuent à Varaignes et celles de cours moyen à Busserolles.

### Justice
Dans le domaine judiciaire, Bussière-Badil relève : 
- du tribunal judiciaire, du tribunal pour enfants, du conseil de prud'hommes et du tribunal de commerce de Périgueux ;
- du pôle Nationalité du tribunal judiciaire de Périgueux (compétent uniquement dans le domaine de la nationalité) ;
- de la cour d'appel, du tribunal administratif et de la  cour administrative d'appel de Bordeaux.

## Population et société

### Démographie
Les habitants de Bussière-Badil sont appelés les Bussiérois(es).
L'évolution du nombre d'habitants est connue à travers les recensements de la population effectués dans la commune depuis 1793. Pour les communes de moins de 10 000 habitants, une enquête de recensement portant sur toute la population est réalisée tous les cinq ans, les populations de référence des années intermédiaires étant quant à elles estimées par interpolation ou extrapolation. Pour la commune, le premier recensement exhaustif entrant dans le cadre du nouveau dispositif a été réalisé en 2004.

En 2022, la commune comptait 372 habitants, en évolution de −7 % par rapport à 2016 (Dordogne : +0,37 %, France hors Mayotte : +2,11 %).
| 1793  | 1800  | 1806  | 1821  | 1831  | 1836  | 1841  | 1846  | 1851  |
| ----- | ----- | ----- | ----- | ----- | ----- | ----- | ----- | ----- |
| 1 309 | 1 230 | 1 037 | 1 253 | 1 191 | 1 347 | 1 376 | 1 330 | 1 352 |

| 1856  | 1861  | 1866  | 1872  | 1876  | 1881  | 1886  | 1891  | 1896  |
| ----- | ----- | ----- | ----- | ----- | ----- | ----- | ----- | ----- |
| 1 352 | 1 293 | 1 316 | 1 322 | 1 364 | 1 363 | 1 410 | 1 323 | 1 318 |

| 1901  | 1906  | 1911  | 1921  | 1926  | 1931 | 1936 | 1946 | 1954 |
| ----- | ----- | ----- | ----- | ----- | ---- | ---- | ---- | ---- |
| 1 256 | 1 210 | 1 173 | 1 050 | 1 024 | 910  | 845  | 755  | 692  |

| 1962 | 1968 | 1975 | 1982 | 1990 | 1999 | 2004 | 2006 | 2009 |
| ---- | ---- | ---- | ---- | ---- | ---- | ---- | ---- | ---- |
| 645  | 584  | 595  | 540  | 530  | 523  | 517  | 514  | 468  |

| 2014 | 2019 | 2022 | - | - | - | - | - | - |
| ---- | ---- | ---- | - | - | - | - | - | - |
| 402  | 374  | 372  | - | - | - | - | - | - |

### Manifestations culturelles et festivités

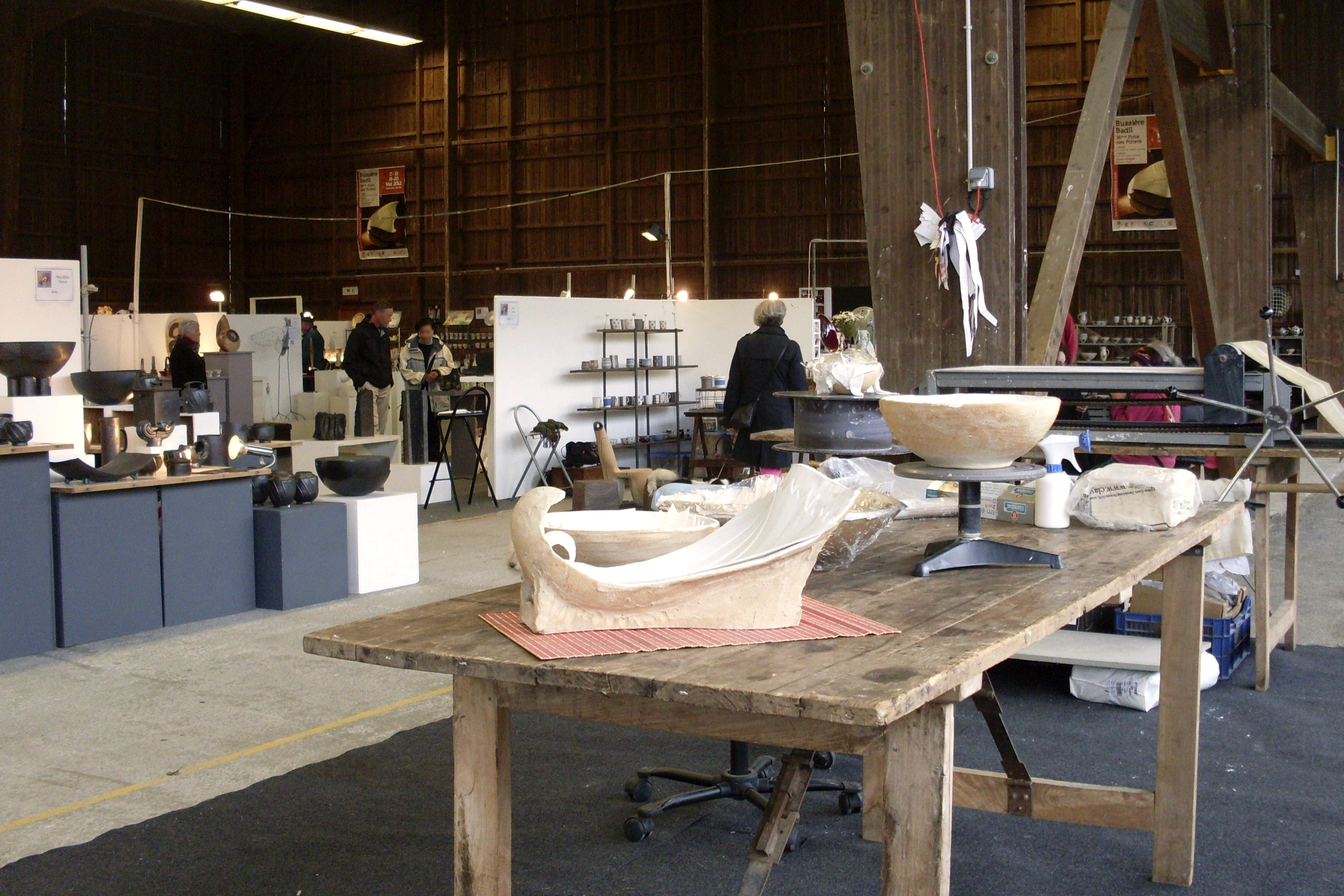
La Foire des potiers de Bussière-Badil en 2012.

Le Marché céramique, anciennement « Foire des potiers », dont c'est la 48e édition en 2025, rassemble chaque année sur quatre jours, du jeudi de l'Ascension jusqu'au dimanche suivant, des dizaines d'artisans potiers ou céramistes.

## Économie

### Emploi
En 2015, parmi la population communale comprise entre 15 et 64 ans, les actifs représentent 138 personnes, soit 34,3 % de la population municipale. Le nombre de chômeurs (vingt-quatre) a augmenté par rapport à 2010 (quatorze) et le taux de chômage de cette population active s'établit à 17,4 %.

### Établissements
Au 31 décembre 2015, la commune compte cinquante-sept établissements, dont vingt-sept au niveau des commerces, transports ou services, treize dans l'agriculture, la sylviculture ou la pêche, sept relatifs au secteur administratif, à l'enseignement, à la santé ou à l'action sociale, cinq dans la construction, et cinq dans l'industrie.

## Culture locale et patrimoine

### Lieux et monuments
- L'ancien château-fort de Bussière ne présente plus qu'un donjon du XIe siècle[63].
- Dans le bourg, le château de Belleville, également appelé « vieux château », date de la fin du XVIe siècle[64].
- L'église Notre-Dame-de-la-Nativité, romane du XIIe siècle et enrichie jusqu'au XIVe siècle, présente une façade remarquable marquée par l'influence limousine. Sa rénovation complète s'est achevée en 2007 après quinze ans de travaux. Elle est classée au titre des monuments historiques depuis 1862[65].
- Le logis de Belleville, édifié par le prieur de l'abbaye en 1514[66].
- Le monument aux morts, surmonté de la statue du Poilu au repos, réalisée par Étienne Camus.

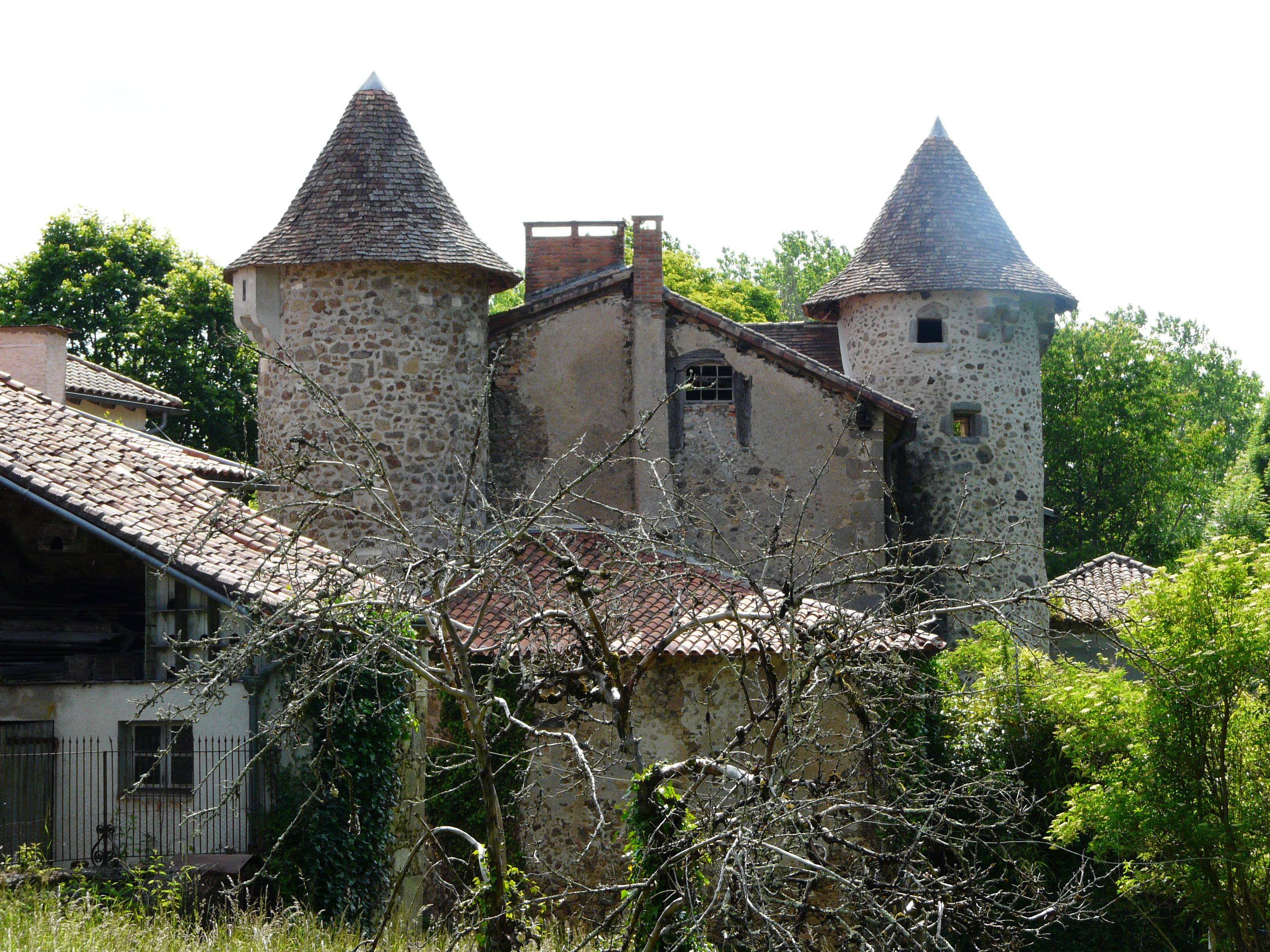
Le château de Belleville.
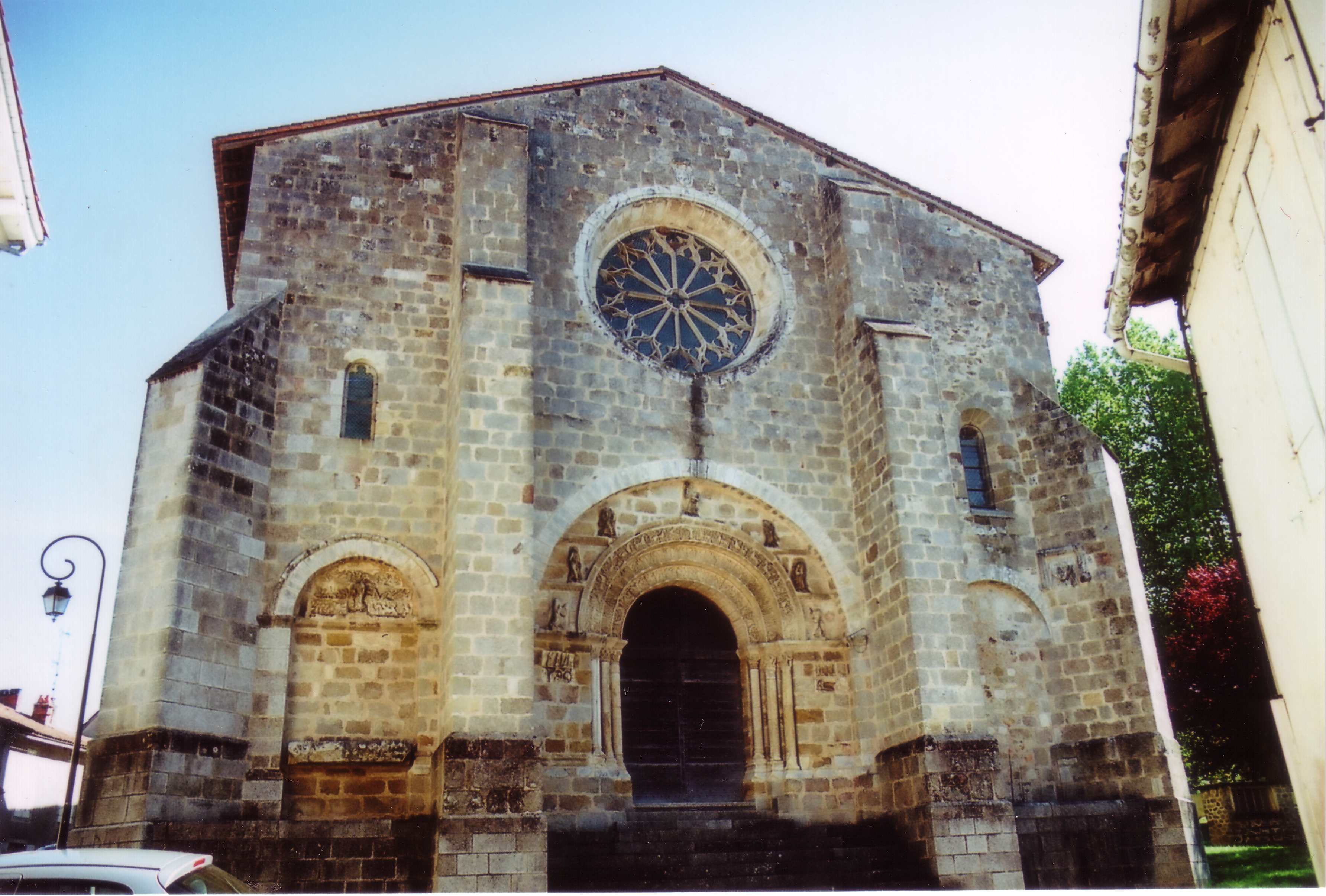
La façade occidentale de l'église Notre-Dame-de-la-Nativité.
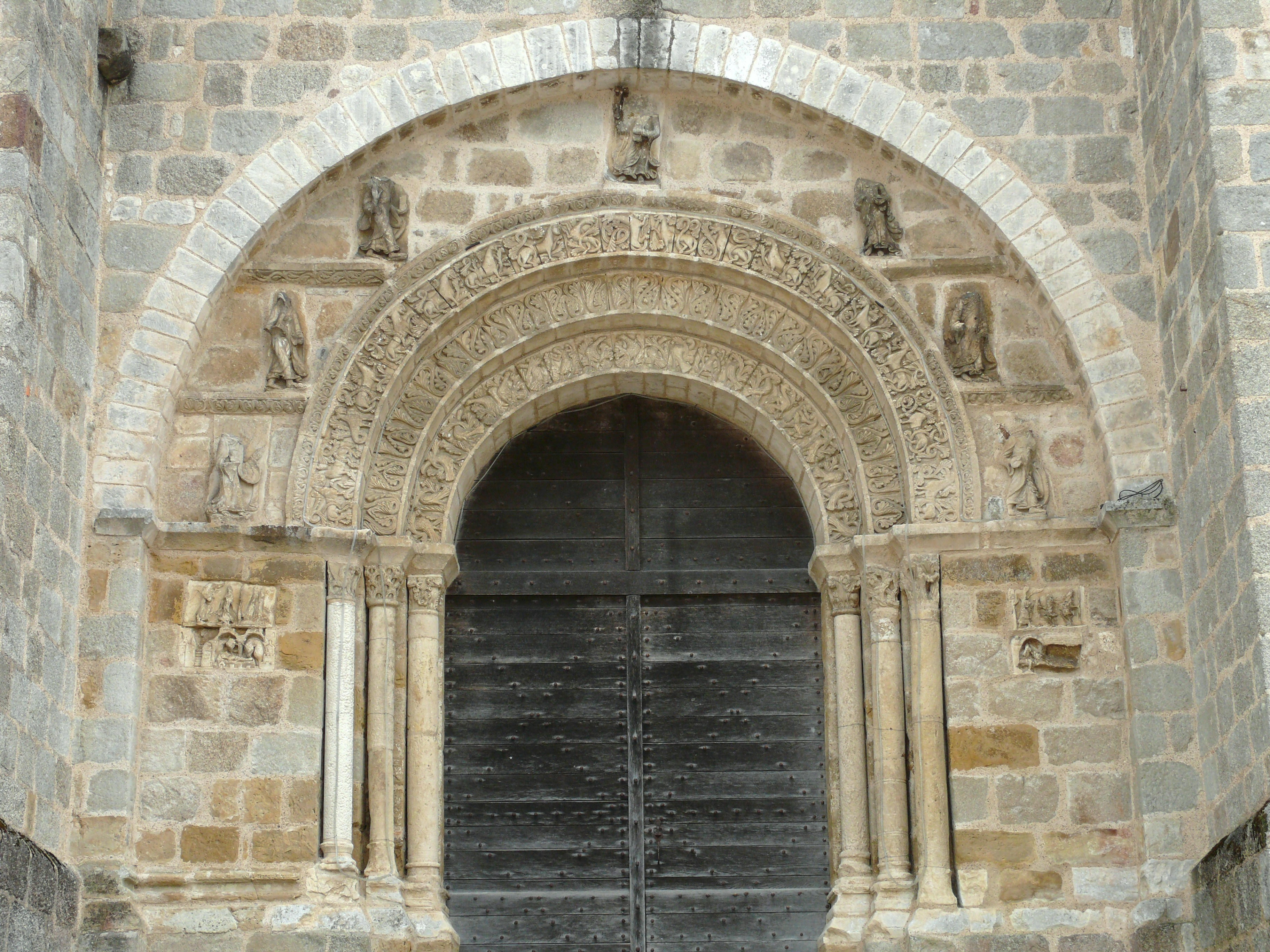
Son portail.
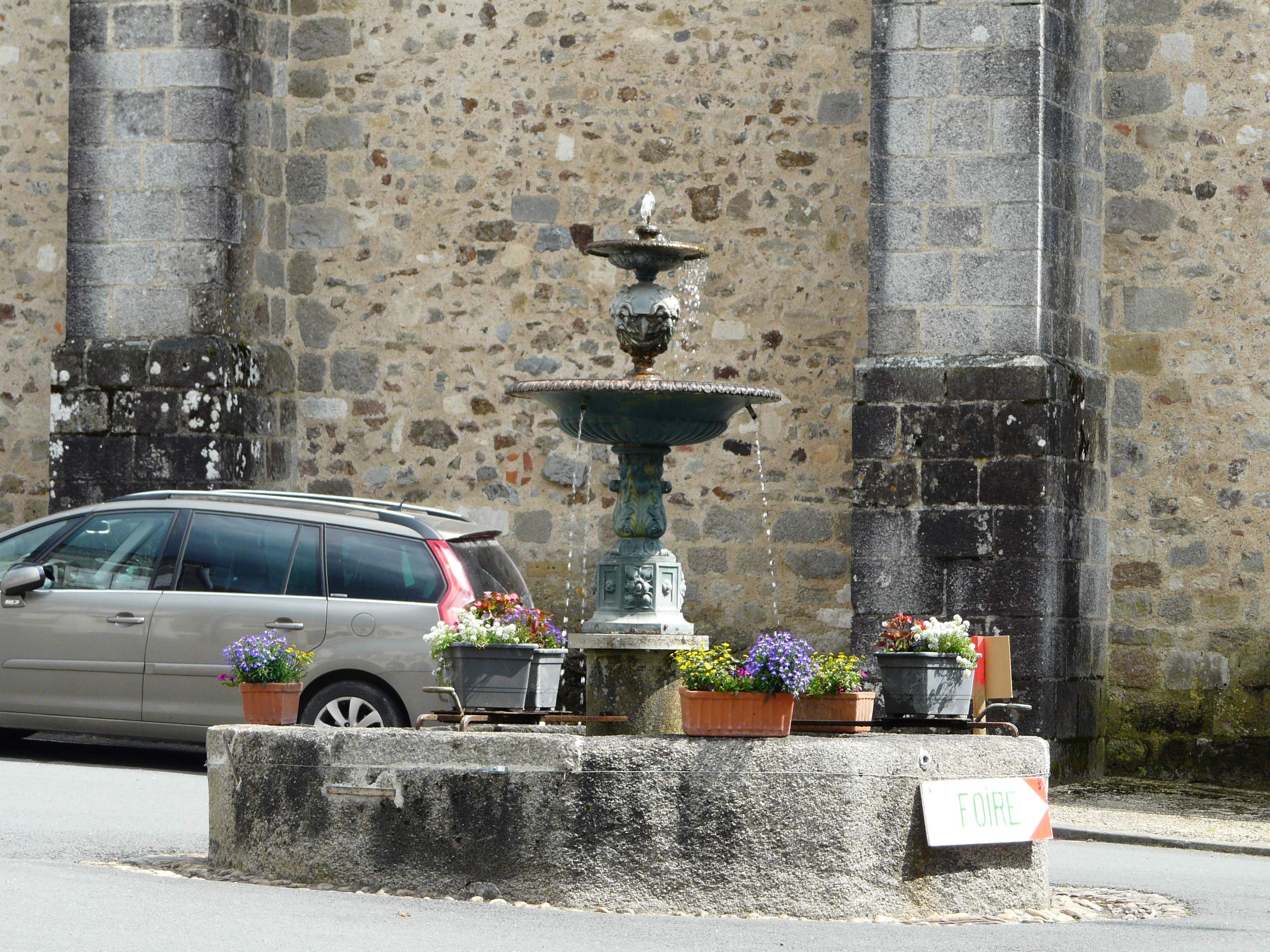
Fontaine dans le bourg.
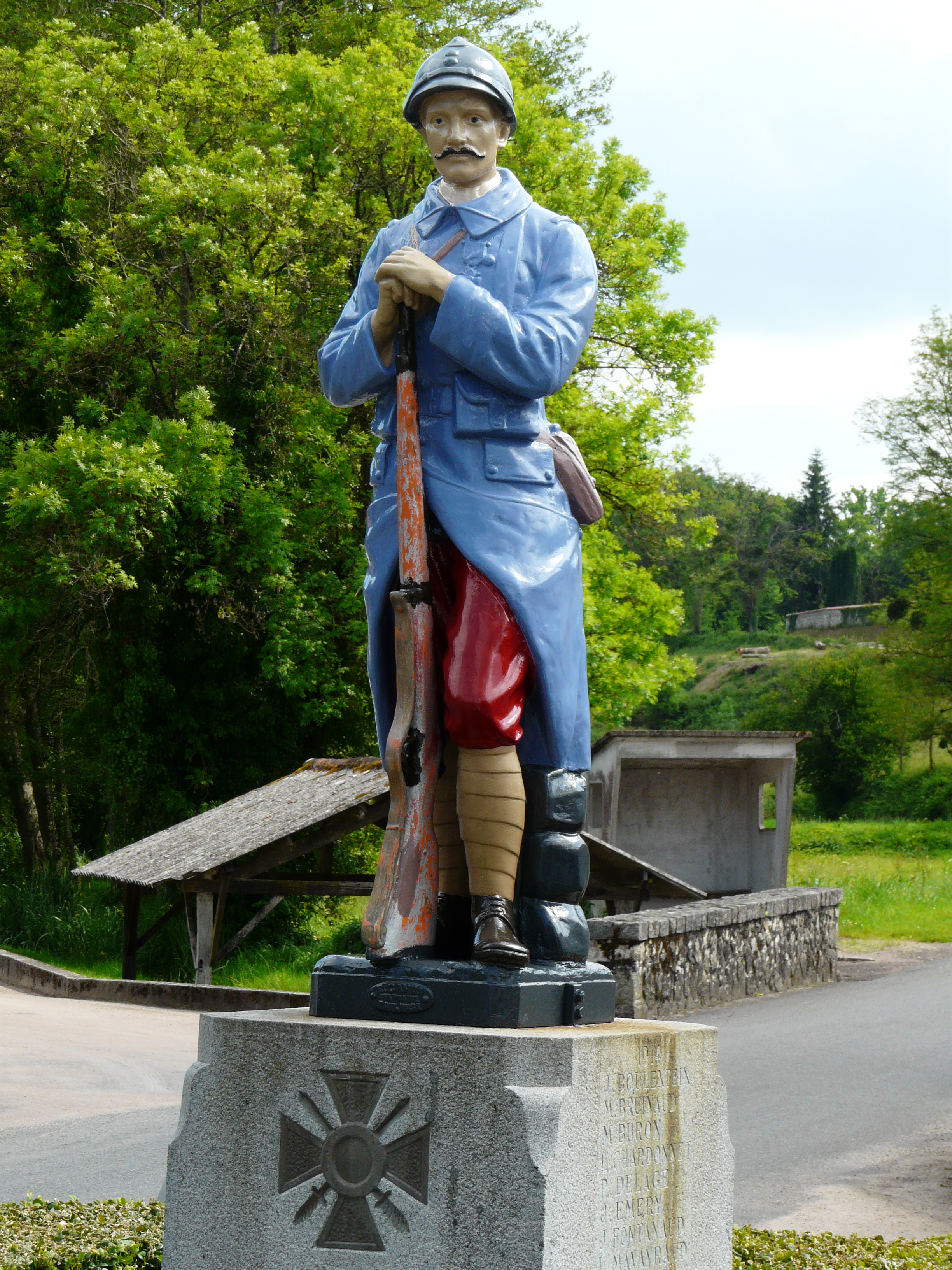
Le monument aux morts.

Bussière-Badil évoqué dans le livre de James Wright, Le chemin des estives, Coll. J'ai lu n° 13480, Flammarion 2021,p.62s

### Patrimoine naturel
La commune fait partie du parc naturel régional Périgord-Limousin depuis la création de celui-ci en 1998, adhésion renouvelée en 2011.
Au nord et à l'ouest du territoire communal, les vallées de la Tardoire et de ses affluents, le Trieux et le Banaret, sont protégées au titre de la zone naturelle d'intérêt écologique, faunistique et floristique (ZNIEFF) de type I « Vallées du réseau hydrographique de la Tardoire et du Trieux » dont la flore est constituée de près d'une quarantaine d'espèces de plantes, dont quatre sont considérées comme déterminantes : l'adoxe musquée, ou moscatelline, ou muscatelle (Adoxa moschatellina), la corydale à bulbe plein (Corydalis solida), l'isopyre faux-pigamon (Isopyrum thalictroides) et la jacinthe des bois, ou jacinthe sauvage (Hyacinthoides non-scripta),.
Au sud-est, la vallée du ruisseau de l'étang d'Assat fait partie d'une autre ZNIEFF de type I « Vallées du réseau hydrographique du Bandiat », également remarquable pour sa flore constituée de près d'une centaine d'espèces de plantes, dont deux sont déterminantes : l'aigremoine élevée, ou aigremoine odorante (Agrimonia procera) et à nouveau la jacinthe des bois, ou jacinthe sauvage (Hyacinthoides non-scripta),.

### Patrimoine environnemental
Le GR 4 qui va de Royan à Grasse traverse la commune.

### Héraldique
| Armes de Bussière-Badil | Les armes de Bussière-Badil se blasonnent ainsi : « Parti, au 1er, d'azur à trois tours d'argent ouvertes, ajourées et maçonnées de sable, au 2nd d'or à la poële de sable, la queue en pointe. » |

### Personnalités liées à la commune
- Louis Côme Agard de Rouméjoux (1809-1898), général de brigade né à Bussière-Badil, héros du siège de Sébastopol.
- Henri Bourjade (1882-1914), poète, est décédé à Bussière-Badil.

## Pour approfondir